# Dendrobium bullenianum
Dendrobium bullenianum är en orkidéart som beskrevs av Heinrich Gustav Reichenbach. Dendrobium bullenianum ingår i dendrobiumsläktet som ingår i familjen orkidéer.
Artens utbredningsområde är Filippinerna. Inga underarter finns listade i Catalogue of Life.

## Bilder

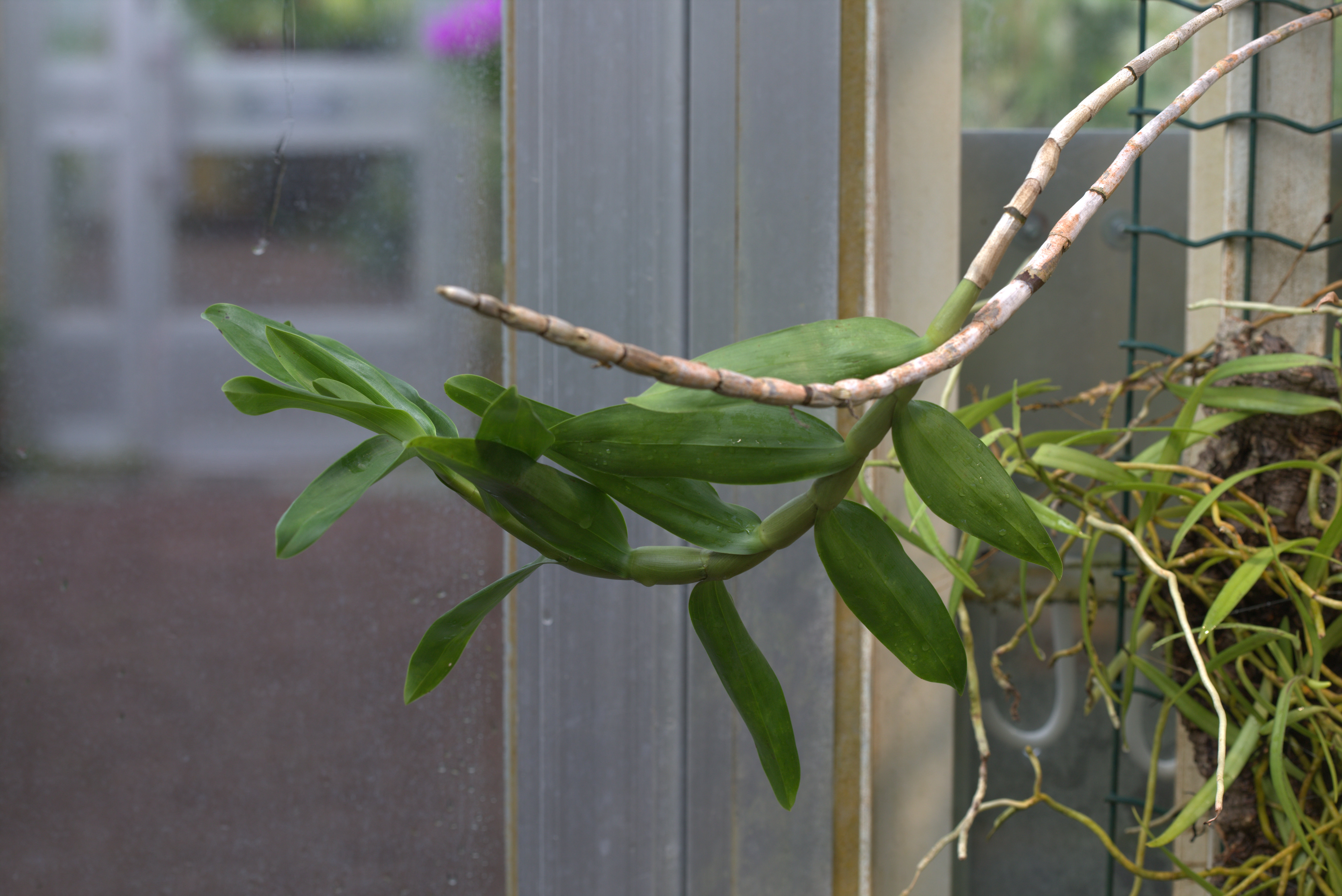
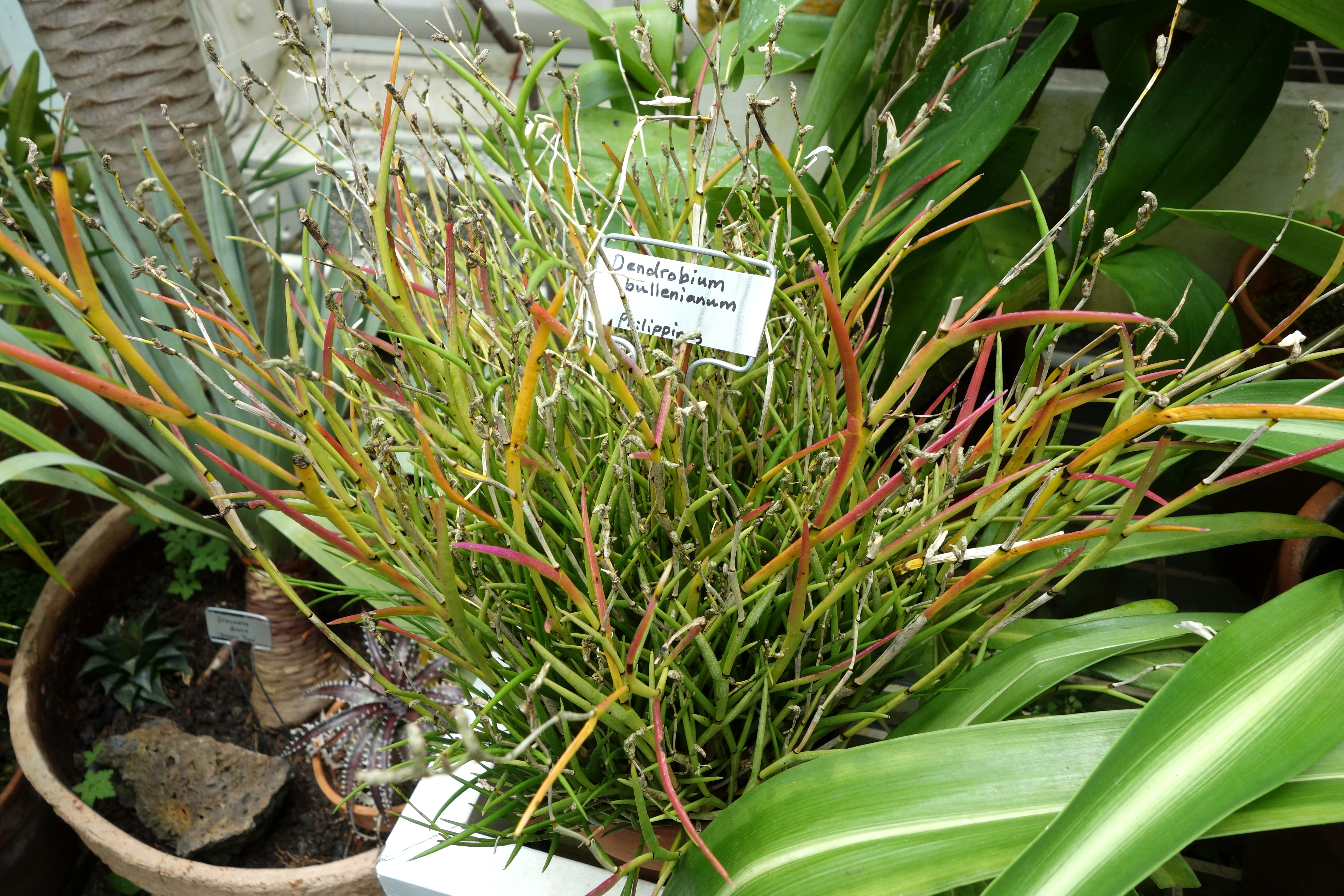
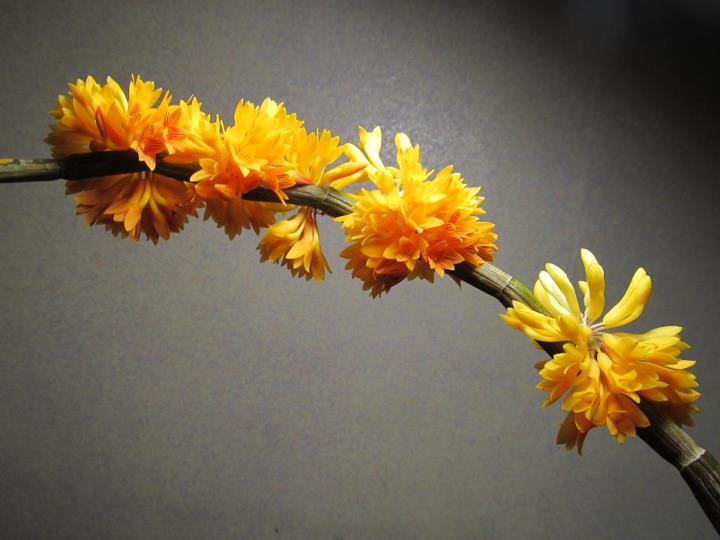